# 女優・杏子
『女優・杏子』（じょゆう・きょうこ）は、東海テレビ制作・フジテレビ系列で、2001年1月4日 - 3月30日に放送された日本の昼ドラマである。

## 概要
うつみ宮土理原作の小説をドラマ化。往年の人気女優が再起を図る物語である。
荻野目慶子の激しいベッドシーンが話題を呼んだ。
原作者のうつみも夫の愛川欽也と出演している。

## キャスト
- 香月杏子：荻野目慶子

36歳。「不倫したい女№1」に選ばれるなど妖艶な印象の美人女優。共演者と必ず恋に落ちるが、ドラマが終わるのと同時にその恋も終わらせてしまう。仕事のためには身体を張ることもいとわない情念の女。美貌と奔放な私生活で高い人気を誇っているが、自身の年齢が30代半ばになり日に日に失われていく『若さ』と、徐々に追いついて来る若いライバル女優達の台頭に、危機感を募らせている。
- 大野友子：渋谷琴乃

25歳。杏子の付き人。杏子からは「ともちゃん」と呼ばれている。竜介に想いを寄せていたが、彼が杏子の事が好きで後に杏子と関係を持った事を知った際にはショックを受けていた。しかし杏子の女優としての才能を信じており、付き人として彼女を支える。杏子の母でリウマチを患う朝子の介護ヘルパーとしても働いている。
- 影山竜介：樋口浩二

27歳。「オフィス桑原」に新たに所属した若手俳優。
- 桑原孝枝：茅島成美

54歳。杏子が所属する芸能事務所「オフィス桑原」の社長。奔放な性格の杏子には手を焼いているが、彼女の女優としての才能を信じている。
- 緑川百合：うつみ宮土理

トーク番組の女性司会者。杏子と神崎かすみがゲスト出演した際に、かすみがライバルの杏子を画面に映らせないために故意に自分ばかりが緑川と話をし続けたため、杏子がほとんど画面に映らなくなってしまった事態を番組終了後に杏子に謝罪した。
- 大野勇：出光秀一郎
- 今田公彦：江藤潤
- 高柳良夫：安藤整治
- 杉山秋子：草村礼子
- 牛場空：四方堂亘

劇団「空」を主宰する演出家。稽古の際に役者の演技が気に入らない時には怒鳴りつけたり、灰皿を投げつけるなどの厳しい性格。
- 宗方直之：中原丈雄

「愛の流氷」の作者で人気作家。「愛の流氷」のヒロインの役を演じたい杏子の誘惑にのった事から彼女と関係を持つ。
- 吉野一郎：安藤一夫
- 斉藤譲二：片岡弘貴
- 神崎かすみ：宮崎彩子

杏子のライバル女優。
- 平井プロデューサー：近江谷太朗
- 大海千乃：山下ともち
- 千乃の父：森下哲夫
- 田中加代：長坂しほり
- 井上：乃木涼介
- 君塚信吾：嶋大輔
- 近藤ディレクター：山上賢治
- 桜田太：大石継太
- 篠原あゆ子：徳永しのぶ
- 津村正人：風間竜一
- 花村みすず：三田登喜子
- 松岡俊三：内山森彦
- 年配の俳優：中山克己
- 徳永夫人：山口みよ子
- 牧田：掘崎太郎
- 谷みゆき：黒澤彩
- 向井プロデューサー：沼崎悠
- 神田プロデューサー：佐々木勝彦
- デスク・ゆきえ：石井麻由
- 斉藤由紀江：二階堂千寿
- 青沼神対馬
- 芸優
- 東京優勝
- theatre BAROQUE
- 香月裕次郎：愛川欽也

杏子の父。京都で古物商を営んでいる。根っからの遊び人で浮気癖もあるが、基本的に明るい性格で家族思いな人物。
- 香月朝子：野口ふみえ

杏子の母。リウマチを患っている。奔放な性格の娘・杏子を心配している。

## スタッフ
- 原作：うつみ宮土理『晩鐘』
- 企画：出原弘之
- 演出：奥村正彦、島崎敏樹、金子与志一
- 演出補：吉田邦彦
- 制作主任：相良晶、松本洋二
- デスク：昇一美
- プロデューサー：平野一夫、小池唯一、奥村正彦
- プロデューサー補：小松貴生、市野直親
- 広報：中嶋一乃、竹中麻紀
- 脚本：小森名津、いずみ玲、田中利花
- 音楽：岩本正樹
- 音楽協力：細井虎雄
- 選曲・効果：田中稔
- 美術デザイン：金子幸雄
- 撮影技術：五木田智
- 技術：山岸桂一
- 照明：高瀬隆治
- VE：藤本伊知郎
- 音声：福部博国
- 制作：東海テレビ、泉放送制作

## 主題歌
- 「find the way」
  - 作詞：真木須とも子 / 作曲：多々納好夫 / 編曲：武藤良明・歌：yuima
  - レーベル：WebKoo

## サブタイトル
| 第1回  | 2001.1.4  | 女優であるために   | 小森名津 | 奥村正彦 |        |           |                    |          |            |        |           |                    |          |            |
| 第2回  | 2001.1.5  | 欲しいものは奪う   | 小森名津 | 奥村正彦 |        |           |                    |          |            |        |           |                    |          |            |
| 第2週  | 第2週     | 第2週              | 第2週    | 第2週    | 第3週  | 第3週     | 第3週              | 第3週    | 第3週      | 第4週  | 第4週     | 第4週              | 第4週    | 第4週      |
| 回     | 放送日    | サブタイトル       | 脚本     | 演出     | 回     | 放送日    | サブタイトル       | 脚本     | 演出       | 回     | 放送日    | サブタイトル       | 脚本     | 演出       |
| 第3回  | 2001.1.8  | 女優のお作法       | 小森名津 | 奥村正彦 | 第8回  | 2001.1.15 | トーク番組の裏側   | 小森名津 | 島﨑敏樹   | 第13回 | 2001.1.22 | シャイなラブコール | 小森名津 | 島﨑敏樹   |
| 第4回  | 2001.1.9  | 残酷な時間         | 小森名津 | 奥村正彦 | 第9回  | 2001.1.16 | 嫉妬による降板!    | 小森名津 | 島﨑敏樹   | 第14回 | 2001.1.23 | 待ちぼうけの夜     | 小森名津 | 島﨑敏樹   |
| 第5回  | 2001.1.10 | 心おもむくまま     | 小森名津 | 奥村正彦 | 第10回 | 2001.1.17 | 型破りな稽古       | 小森名津 | 島﨑敏樹   | 第15回 | 2001.1.24 | 涙のプロポーズ     | 小森名津 | 島﨑敏樹   |
| 第6回  | 2001.1.11 | 静かな思惑         | 小森名津 | 奥村正彦 | 第11回 | 2001.1.18 | とんできた灰皿     | 小森名津 | 島﨑敏樹   | 第16回 | 2001.1.25 | 祝福されない婚約   | いずみ玲 | 島﨑敏樹   |
| 第7回  | 2001.1.12 | 大切な人に         | 小森名津 | 奥村正彦 | 第12回 | 2001.1.19 | この仕事降りる!    | 小森名津 | 島﨑敏樹   | 第17回 | 2001.1.26 | 衝撃!隠し子発覚    | いずみ玲 | 島﨑敏樹   |
| 第5週  | 第5週     | 第5週              | 第5週    | 第5週    | 第6週  | 第6週     | 第6週              | 第6週    | 第6週      | 第7週  | 第7週     | 第7週              | 第7週    | 第7週      |
| 回     | 放送日    | サブタイトル       | 脚本     | 演出     | 回     | 放送日    | サブタイトル       | 脚本     | 演出       | 回     | 放送日    | サブタイトル       | 脚本     | 演出       |
| 第18回 | 2001.1.29 | 致命的スキャンダル | いずみ玲 | 奥村正彦 | 第23回 | 2001.2.5  | もと女優の告白     | いずみ玲 | 島﨑敏樹   | 第28回 | 2001.2.12 | 浮気の証拠写真     | 小森名津 | 小池唯一   |
| 第19回 | 2001.1.30 | あっけない破局     | いずみ玲 | 奥村正彦 | 第24回 | 2001.2.6  | 届けられた離婚届   | いずみ玲 | 島﨑敏樹   | 第29回 | 2001.2.13 | 嫉妬に逆上する妻   | 小森名津 | 小池唯一   |
| 第20回 | 2001.1.31 | 新たなスキャンダル | いずみ玲 | 奥村正彦 | 第25回 | 2001.2.7  | 土壇場の逆転負け   | いずみ玲 | 島﨑敏樹   | 第30回 | 2001.2.14 | 敏腕マネージャー   | 小森名津 | 小池唯一   |
| 第21回 | 2001.2.1  | 醜聞の先に         | いずみ玲 | 奥村正彦 | 第26回 | 2001.2.8  | とんだ復帰第一作   | 小森名津 | 島﨑敏樹   | 第31回 | 2001.2.15 | 空虚な夫婦生活     | 小森名津 | 小池唯一   |
| 第22回 | 2001.2.2  | 利用された名声     | いずみ玲 | 奥村正彦 | 第27回 | 2001.2.9  | 女社長、倒れる     | 小森名津 | 島﨑敏樹   | 第32回 | 2001.2.16 | 修羅場の果てに…    | 小森名津 | 小池唯一   |
| 第8週  | 第8週     | 第8週              | 第8週    | 第8週    | 第9週  | 第9週     | 第9週              | 第9週    | 第9週      | 第10週 | 第10週    | 第10週             | 第10週   | 第10週     |
| 回     | 放送日    | サブタイトル       | 脚本     | 演出     | 回     | 放送日    | サブタイトル       | 脚本     | 演出       | 回     | 放送日    | サブタイトル       | 脚本     | 演出       |
| 第33回 | 2001.2.19 | 離婚とプライド     | 小森名津 | 奥村正彦 | 第38回 | 2001.2.26 | ヌード写真集報道   | 田中利花 | 金子与志一 | 第43回 | 2001.3.5  | 亡き父からの手紙   | 小森名津 | 金子与志一 |
| 第34回 | 2001.2.20 | こじれる離婚問題   | 小森名津 | 奥村正彦 | 第39回 | 2001.2.27 | 別れた夫の思いやり | 田中利花 | 金子与志一 | 第44回 | 2001.3.6  | 余命あと3ヵ月…     | 小森名津 | 金子与志一 |
| 第35回 | 2001.2.21 | 危険なパートナー   | 小森名津 | 奥村正彦 | 第40回 | 2001.2.28 | 美しく哀しい別れ   | 田中利花 | 金子与志一 | 第45回 | 2001.3.7  | 命を賭けた舞台     | 小森名津 | 金子与志一 |
| 第36回 | 2001.2.22 | 笑顔の離婚会見     | 田中利花 | 奥村正彦 | 第41回 | 2001.3.1  | 自由奔放父の失敗   | 小森名津 | 金子与志一 | 第46回 | 2001.3.8  | 追悼公演への夢     | 小森名津 | 金子与志一 |
| 第37回 | 2001.2.23 | 気の進まない仕事   | 田中利花 | 奥村正彦 | 第42回 | 2001.3.2  | 否定された演技     | 小森名津 | 金子与志一 | 第47回 | 2001.3.9  | 去っていった仲間   | 小森名津 | 金子与志一 |
| 第11週 | 第11週    | 第11週             | 第11週   | 第11週   | 第12週 | 第12週    | 第12週             | 第12週   | 第12週     | 第13週 | 第13週    | 第13週             | 第13週   | 第13週     |
| 回     | 放送日    | サブタイトル       | 脚本     | 演出     | 回     | 放送日    | サブタイトル       | 脚本     | 演出       | 回     | 放送日    | サブタイトル       | 脚本     | 演出       |
| 第48回 | 2001.3.12 | 鳴りやまない拍手   | 小森名津 | 島﨑敏樹 | 第53回 | 2001.3.19 | 最後の恋の始まり   | 小森名津 | 島﨑敏樹   | 第58回 | 2001.3.26 | 思いがけない客     | 小森名津 | 奥村正彦   |
| 第49回 | 2001.3.13 | 完全燃焼の後で…    | 小森名津 | 島﨑敏樹 | 第54回 | 2001.3.20 | 胸に刺さる言葉     | 小森名津 | 島﨑敏樹   | 第59回 | 2001.3.27 | 結婚するって本気？ | 小森名津 | 奥村正彦   |
| 第50回 | 2001.3.14 | 平気で裏切る人たち | 小森名津 | 島﨑敏樹 | 第55回 | 2001.3.21 | 一輪の愛の薔薇     | 小森名津 | 島﨑敏樹   | 第60回 | 2001.3.28 | 友を裏切った夜     | 小森名津 | 奥村正彦   |
| 第51回 | 2001.3.15 | “女優廃業”の噂     | 小森名津 | 島﨑敏樹 | 第56回 | 2001.3.22 | あなたの為の存在   | 小森名津 | 島﨑敏樹   | 第61回 | 2001.3.29 | 私は死ぬまで女優   | 小森名津 | 奥村正彦   |
| 第52回 | 2001.3.16 | 軽井沢での出会い   | 小森名津 | 島﨑敏樹 | 第57回 | 2001.3.23 | 暖かな胸の中で…    | 小森名津 | 島﨑敏樹   | 最終回 | 2001.3.30 | 舞台の上で輝いて   | 小森名津 | 奥村正彦   |